# Julie Fryer
Julie Fryer (Eccles (Greater Manchester), 10 maart 1971) is een Nederlands danseres van Britse afkomst. Zij is vooral bekend door haar deelname aan de Nederlandse edities van het televisieprogramma Dancing with the Stars van RTL 4.
Op haar twaalfde begon Fryer met ballroomdansen. Op haar achttiende verhuisde ze naar Nederland. Sindsdien danst ze wedstrijden met haar partner Louis van Amstel. In 1994 en 1995 werden zij wereldkampioen en in 1995 Europees kampioen in het Latin dansen bij de amateurs. In 1996 wonnen Fryer en Van Amstel in het Duitse Augsburg het wereldkampioenschap South American showdance voor professionals.
Fryer deed mee aan de eerste twee Nederlandse series van Dancing with the Stars. In het eerste seizoen won zij samen met zanger en acteur Jim Bakkum. In het tweede seizoen danste zij met presentator Frits Sissing en werd ze derde.
Fryer is in het dagelijks leven coach bij een dansschool. Daarnaast begeleidt zij de Nederlandse versie van de dansfitnesslessen Dance Blast, die door danspartner Louis van Amstel in Amerika zijn geïntroduceerd. Ook houdt Fryer zich geregeld bezig met jureren op grote internationale danswedstrijden en verzorgt zij voor deelnemers van So You Think You Can Dance de choreografie. Ze woont met haar twee dochters in Purmerend. 
In 2011 is zij naast Jan Kooijman, Kim-Lian van der Meij en Carlo Boszhard jurylid van Sunday Night Fever op RTL 4.